# Крейсер (фрегат, 1821)
«Крейсер» — парусный фрегат, совершивший в 1822—1825 гг. кругосветное плавание. Имел водоизмещение 650 т. Заложен 11 июня 1819 года в Архангельске на Соломбальской верфи, спущен на воду 18 мая 1821 года. Строитель — Курочкин. Вошёл в состав Балтийского флота Российского императорского флота.
Командиром «Крейсера», участником его постройки и испытаний был капитан 2-го ранга Михаил Петрович Лазарев, впоследствии адмирал. В 1821 году «Крейсер» совершил переход из Архангельска в Кронштадт. В 1822 году подготовлен к плаванию в Тихий океан. По требованию Лазарева вместо 36 пушек, положенных по штату, было поставлено 44 с заменой 20-фунтовых на 18-фунтовые карронады. К пушкам были поставлены кремнёвые замки.
17 августа 1822 года «Крейсер» вышел из Кронштадта. Фрегат «Крейсер» был послан к берегам Аляски с грузом в Ново-Архангельск и для охраны побережья Русской Америки, поселений и промыслов Российско-американской компании. Его сопровождал 20-пушечный шлюп «Ладога», которым командовал капитан-лейтенант Андрей Петрович Лазарев, с грузом для Петропавловска. Для различных закупок корабли зашли в Копенгаген. 4 октября «Крейсер» зашёл в Портсмут, где корабли стояли для закупок в Лондоне инструментов, исправления рангоута и из-за противных ветров до 29 ноября. 10 декабря стали на рейде в Санта-Крус-де-Тенерифе, далее зашли в Рио-де-Жанейро, обогнули мыс Доброй Надежды и 18 мая 1823 года стали на рейде в Хобарт на острове Тасмания, где стояли до 9 июня с целью отдыха экипажей. 3 сентября «Крейсер» прибыл в Ново-Архангельск, где сменил шлюп «Аполлон». 1 декабря зашёл для пополнения запасов продовольствия и отдыха экипажа в Сан-Франциско, где простоял до 17 февраля 1824 года. 18 марта 1824 года вернулся в Ново-Архангельск, затем вышел для охраны побережья Русской Америки. «Крейсер» оставался в распоряжении правителя Русской Америки Матвея Муравьёва до половины октября, когда был сменён прибывшим из России шлюпом «Предприятие» под командой капитан-лейтенанта Отто Коцебу. 16 октября 1824 года «Крейсер» отправился в Сан-Франциско, где простоял с 21 ноября до 21 декабря. Обогнув мыс Горн и зайдя по пути в Рио-де-Жанейро, где задержался, Портсмут и Копенгаген, 5 августа 1825 года после трёхлетнего кругосветного путешествия «Крейсер» вернулся в Кронштадт.
Адмиралтейским департаментом указывалось, что "цель экспедиции, … означенная в особых предписаниях, … не заключает в себе никаких предприятий, клонящихся к открытиям или ученым исследованиям, вместе с тем рекомендуется во всех «удобных случаях определять и уточнять координаты географических пунктов всех приметных мест, вести наблюдения за приливами и отливами, изучать строения кораблей, какие будут встречаться во время плавания, отмечать особенности расположения гаваней и портов.» В плавании производились географические, гидрографические и метеорологические исследования. В 1882 году были опубликованы «Метеорологические наблюдения, производившиеся во время кругосветного плавания фрегата „Крейсер“, под командой капитана 2-го ранга Лазарева 1-го в 1822—1823—1824—1825 годах».
На «Крейсере» плавали: мичман Павел Степанович Нахимов, впоследствии знаменитый флотоводец и герой обороны Севастополя; мичман Ефим Васильевич Путятин, впоследствии известный мореплаватель и дипломат, лейтенант Федор Гаврилович Вишневский, впоследствии декабрист, и мичман Дмитрий Иринархович Завалишин (до Русской Америки), впоследствии декабрист, лейтенант Михаил Дмитриевич Анненков (ум. 1839), лейтенант Иван Антонович Купреянов, впоследствии вице-адмирал; мичман А. А. Домашенко, 9 сентября 1827 года погибший при спасении тонущего товарища, в 1828 году ему был установлен памятник в Кронтадте, сохранившийся до настоящего времени; мичман Иван Петрович Бутенев, впоследствии герой Наваринского сражения. Гардемарином на «Крейсере» плавал Александр Петрович Спицын, впоследствии адмирал; врач Пётр Петрович Алиман, впоследствии главный доктор черноморского флота и портов;.
О кругосветном плавании оставили свои воспоминания участники экспедиции мичманы Павел Нахимов и Дмитрий Завалишин. Эти и другие документы, относящиеся к плаванию, были опубликованы в первом томе академического издания «М. П. Лазарев : Документы».
10 июня 1827 года в составе эскадры адмирала Дмитрия Николаевича Сенявина вышел из Кронштадта и 28 июля прибыл в Портсмут, где стоял до 12 августа. 13 сентября вернулся в Кронштадт. В 1828 году в составе эскадры совершил практическое плавание по Балтийскому морю к бухте Кёге. В 1829—1831 году занимал брандвахтерный пост на Кронштадтском рейде. В 1831 году переоборудован под магазин.

## Командиры
Командирами фрегата «Крейсер» в составе Российского императорского флота в разное время служили:
- Сергей Григорьевич Палицын (1821);
- Михаил Петрович Лазарев (1822—1825);
- А. А. Давыдов (1827—1828);
- Василий Иванович Румянцев (1829)[13];
- Николай Иванович Кошелев (1830—1831).

## Экипаж
Экипаж фрегата составлял около 188 человек. Сохранились списки офицеров и ведомости нижних чинов участвовавших в кругосветном плавании под командованием М. П. Лазарева. Офицеров там числится 11 человек, среди них три лейтенанта, 6 мичманов (в их числе знаменитый А. А. Домашенко), помощник штурмана и помощник шкипера. Матросов 130 человек, из них: 2 матроса 1-й статьи рулевых, 10 матросов 1-й статьи марсовых, 88 матросов 1-й статьи и 30 — 2-й статьи. Боцман, корабельный доктор и 5 квартирмейстеров. Унтер-офицер морской артиллерии, 6 канониров 1-й статьи и 3 канонира 2-й статьи отвечали за артиллерийские орудия. Флотский плотник, конопатчик, парусники, барабанщики, флейтист, баталёр, священник, фельдшер, купор, клерк, шлюпочные плотники и др. — еще 29 человек..